# Anne-Christine Brehm

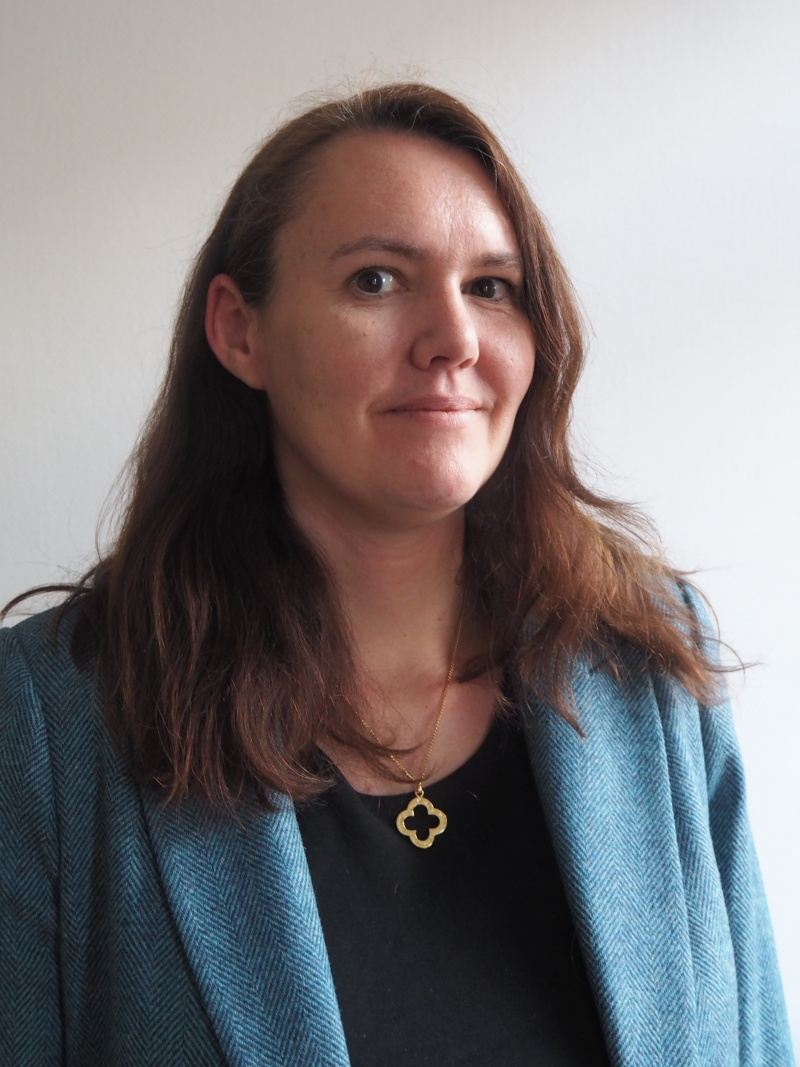
Anne-Christine Brehm, im März 2021

Anne-Christine Brehm (* 1980) ist eine deutsche Architekturhistorikerin und Münsterbaumeisterin in Freiburg im Breisgau.

## Leben und Beruf
In Kandern-Feuerbach wuchs Anne-Christine Brehm mit drei Geschwistern auf und ging in Lörrach zur Schule. Nach dem Studium der Architektur an der Universität Karlsruhe (TH) und einer Tätigkeit im Büro Diener & Diener in Basel wurde Anne-Christine Brehm mit einer Arbeit über den Freiburger Münsterbaumeister Hans Niesenberger promoviert. 
Gleichzeitig arbeitete sie von 2008 bis 2014 im Karlsruher Forschungsprojekt Gotische Baurisse mit und führte anschließend von 2014 bis 2017 ein von der Deutschen Forschungsgemeinschaft gefördertes eigenes Projekt zur Erfassung und Aufarbeitung des umfangreichen Bestandes der Wochenabrechnungen des Ulmer Münsters aus dem 15. und 16. Jahrhundert durch. Mit den Ergebnissen ihrer Forschungen zu diesem Thema habilitierte sie 2018 am Karlsruher Institut für Technologie. Nach einer Leitung des Referats „Architektur und Hausforschung“ im Freilichtmuseum Ballenberg und Lehrtätigkeit in Karlsruhe wurde sie 2021 als Nachfolgerin von Yvonne Faller zur Münsterbaumeisterin des Freiburger Münsters ernannt. 
Anne-Christine Brehm publizierte zahlreiche Forschungen zum Themenkreis des gotischen Bauhüttenwesens.

## Veröffentlichungen (Auswahl)
- [Mitarbeit]: Architektur der Gotik: Ulm und der Donauraum. Müry & Salzmann, Salzburg 2011.
- [Mitarbeit]: Architektur der Gotik: Die Rheinlande. Müry & Salzmann, Salzburg 2013.
- Hans Niesenberger von Graz. Ein Architekt der Spätgotik am Oberrhein. Schwabe Verlag, Basel 2014. ISBN 978-3-79653194-1
- „von dem Stain ze brechen“. Die Werksteine des Ulmer Münsters anhand der archivalischen Quellen 1417–1512 (Kleine Reihe des Stadtarchivs Ulm, Bd. 12). Ulm 2015. ISBN 978-3-86281-089-5
- Netzwerk Gotik. Das Ulmer Münster im Zentrum von Architektur- und Bautechniktransfer (Forschungen zur Geschichte der Stadt Ulm, Bd. 36). W. Kohlhammer, Stuttgart, 2020 ISBN 978-3-17-038135-3
- (zusammen mit Wolfgang Werner): Freiburger Münster – Die Steine für den Münsterbau. Herkunft – Gewinnung – Verwendung vom Mittelalter bis heute. (Schriftenreihe Münsterbauverein Band 10). Rombach, Freiburg 2022. ISBN 978-3-7930-5196-1